# ویسنته گررو
ویسنته گررو (انگلیسی: Vicente Guerrero؛ ۱۰ اوت ۱۷۸۲ (baptism date) – ۱۴ فوریهٔ ۱۸۳۱) پرسنل نظامی، و سیاستمدار اهل مکزیک بود.